# Stéphane Demol
Stéphane Demol (11. března 1966 Watermael-Boitsfort – 22. června 2023) byl belgický fotbalista, obránce. Po skončení aktivní kariéry působil jako trenér.

## Fotbalová kariéra
Začínal v belgické lize v týmu RSC Anderlecht, se kterým získal 3 mistrovské tituly a jednou belgický fotbalový pohár. Dále hrál v Itálii za Bologna FC 1909 a v Portugalsku za FC Porto, se kterým vyhrál portugalskou ligu. Z Porta přestoupil do Francie do Toulouse FC, dále hrál v Belgii za Standard Lutych, se kterým vyhrál domácí pohár a za Cercle Brugge KSV. Další angažmá měl opět v Portugalsku v SC Braga, v Řecku v týmu Panionios GSS a ve Švýcarsku v FC Lugano. Kariéru končil v nižších soutěžích ve francouzském SC Toulon a v belgických týmech FC Denderleeuw a KSK Halle. V Poháru mistrů evropských zemí nastoupil v 10 utkáních a v Poháru UEFA nastoupil ve 12 utkáních. Za reprezentaci Belgie nastoupil v letech 1986–1991 ve 38 utkáních a dal 1 gól. Byl členem belgické reprezentace na Mistrovství světa ve fotbale 1986, nastoupil ve všech 7 utkáních a dal 1 gól a na Mistrovství světa ve fotbale 1990, kdy nastoupil ve všech 4 utkáních.

## Ligová bilance
| Ročník                           | Zápasy | Góly | Klub              |
| -------------------------------- | ------ | ---- | ----------------- |
| Jupiler Pro League 1984/1985     | 1      | 0    | RSC Anderlecht    |
| Jupiler Pro League 1985/1986     | 17     | 4    | RSC Anderlecht    |
| Jupiler Pro League 1986/1987     | 26     | 2    | RSC Anderlecht    |
| Jupiler Pro League 1987/1988     | 8      | 0    | RSC Anderlecht    |
| Serie A 1988/1989                | 21     | 2    | Bologna FC 1909   |
| Primeira Liga 1989/1990          | 31     | 11   | FC Porto          |
| Ligue 1 1990/1991                | 27     | 1    | Toulouse FC       |
| Ligue 1 1991/1992                | 6      | 1    | Toulouse FC       |
| Jupiler Pro League 1991/1992     | 27     | 3    | Standard Lutych   |
| Jupiler Pro League 1992/1993     | 29     | 2    | Standard Lutych   |
| Jupiler Pro League 1993/1994     | 12     | 0    | Cercle Brugge KSV |
| Primeira Liga 1994/1995          | 3      | 0    | SC Braga          |
| Švýcarská Super League 1995/1996 | 6      | 0    | FC Lugano         |
| Ligue 2 1996/1997                | 12     | 1    | SC Toulon         |
| Ligue 2 1997/1998                | 15     | 0    | SC Toulon         |
| 2. belgická liga 1998/1999       | 6      | 1    | FC Denderleeuw    |
| CELKEM 1. belgická liga          | 120    | 13   |                   |
| CELKEM 1. italská liga           | 21     | 2    |                   |
| CELKEM 1. francouzská liga       | 33     | 2    |                   |
| CELKEM 1. portugalská liga       | 34     | 11   |                   |
| CELKEM 1. švýcarská liga         | 8      | 0    |                   |